# EMule NeoMule Mod
eMule NeoMule Mod，简称NeoMule或Neo，是基于官方eMule开发的一款自由开源的P2P文件共享软件。它是一个eMule Mod，遵循GNU GPL协议。NeoMule的功能设置相对于其他eMule Mods较多、较完善。

## 历史
eMule NeoMule Mod的作者是德国程序员David Xanatos。

## 功能

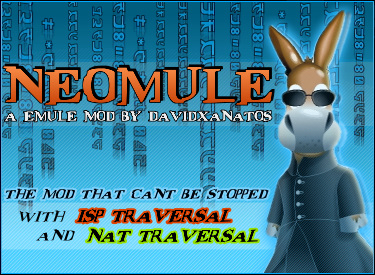
旧版NeoMule 4.25开启画面

eMule NeoMule Mod适用于所有eMule用户。v4.25及之前的版本有着非常详细的设置内容和许多有用的辅助功能，包括Voodoo、Lancast等特色功能。同时也支持NAT转发、UPnP、内网用户优化等，对上传、下载文件的细节处理也比较人性化，提供了多种设置。在当时是功能、设置最多的Mod之一。但是在后续的版本中，作者精简了一些功能。尽管如此，4.50及其后版本的NeoMule的主要功能依然比其他Mods要多。
NeoMule的反吸血功能结合了Xtreme Mod的DLP和MagicAngel Mod的Argos反吸血，但也有用户称其对DLP的支持不够完善，少数非官方DLP库无法做到完善支持。